# Cafè de l'Òpera
El Cafè de l'Òpera és un edifici noucentista de la ciutat de Barcelona protegit com a Bé Cultural d'Interès Local.
L'establiment és davant del Teatre del Liceu, a la part dreta de l'edifici, i n'ocupa la planta baixa i una part de l'entresol. L'edifici va ser projectat pel mestre d'obres Ramon Ribera i Rodríguez, entre el 1882 i el 1883, amb la façana a la Rambla i cantonada al carrer Aroles.
L'obertura està formada per dos muntants laterals que emmarquen una estructura de fusta amb una porta centrada d'accés a l'interior del local. Els muntants laterals incorporen un sòcol de marbre i un emmarcament superior de fusta decorat amb motius de talla de temàtica vegetal que recorden el modernisme. Una segona estructura de fusta se situa formant una llinda que sobresurt de l'anterior i que conté un tendal modern amb el nom de l'establiment. A les baranes de ferro dels balcons del pis superior, es conserven dos cartells que anuncien també l'establiment.
Pel que fa a l'interior, el local es distribueix en una primera sala més estreta, amb taules a banda i banda i la barra cantonera al final; un segon espai de saló s'obre més ampli amb dues columnes de ferro fos amb capitells allargats per sostenir els embigats de fusta amb la mateixa decoració. A les parets, plafons sobre tela es combinen amb miralls gravats a l'àcid emmarcats per motllures de guix pintades amb els mateixos colors verd fosc i os que trobem també al sostre. Els plafons representen figures femenines que porten cistells i flors a les mans i, als miralls, figures femenines que, per la seva indumentària, podrien ser personatges d'òperes. A l'espai del saló gran es conserven restaurades taules de fusta i cadires Thonet de diferents èpoques. Del mobiliari també destaca el boteller de fusta amb un mirall central amb una lires i l'escut de la ciutat gravat a l'àcid.

## Història
El local va inaugurar-lo com a Cafè de l'Òpera, el 1929, Antoni Dòria, i continua regentat per la mateixa família. Anteriorment hi havia hagut una xocolateria i restaurant anomenada La Mallorquina, propietat del gallec Manuel Docampo, que va encarregar la decoració de l'interior a Amigó entre el 1880 i el 1889. Encara abans, a la dècada de 1860, hi havia la Confiteria La Pampa. Sembla que una part de la decoració dels plafons podria ser també de l'època de la Confiteria. El 1992 es van obrir dos salons al pis superior seguint la mateixa decoració.